# Mossoró (microregio)
Mossoró is een van de 19 microregio's van de Braziliaanse deelstaat Rio Grande do Norte. Zij ligt in de mesoregio Oeste Potiguar en grenst aan de microregio's Vale do Açu, Médio Oeste, Chapada do Apodi, Baixo Jaguaribe (CE) en Litoral de Aracati (CE). De microregio heeft een oppervlakte van ca. 4.199 km². In 2009 werd het inwoneraantal geschat op 317.478.
Zes gemeenten behoren tot deze microregio:
- Areia Branca
- Baraúna
- Grossos
- Mossoró
- Serra do Mel
- Tibau

Mesoregio's: Agreste Potiguar · Central Potiguar · Leste Potiguar · Oeste Potiguar

Microregio's: Angicos · Agreste Potiguar · Baixa Verde · Borborema Potiguar · Chapada do Apodi · Litoral Nordeste · Litoral Sul · Macaíba · Macau · Médio Oeste · Mossoró · Natal · Pau dos Ferros · Seridó Ocidental · Seridó Oriental · Serra de São Miguel · Serra de Santana · Umarizal · Vale do Açu